# آرتور راسل
آرتور راسل (انگلیسی: Arthur Russell; ۱۳ مارس ۱۸۸۶ – ۲۳ اوت ۱۹۷۲) دونده سابق اهل بریتانیا بود.